# Pamela McGee
Pamela Denise McGee (Flint, Michigan, 1 de diciembre de 1962) es una exjugadora de baloncesto estadounidense. Consiguió dos medallas con Estados Unidos, entre mundiales y Juegos. Es la madre del también profesional JaVale McGee.
En 1987 fichó por el CB Tortosa-Sabor d'Abans que ese año obtuvo su primer título de Liga Femenina de Baloncesto de España.